# Ventil (maskindel)

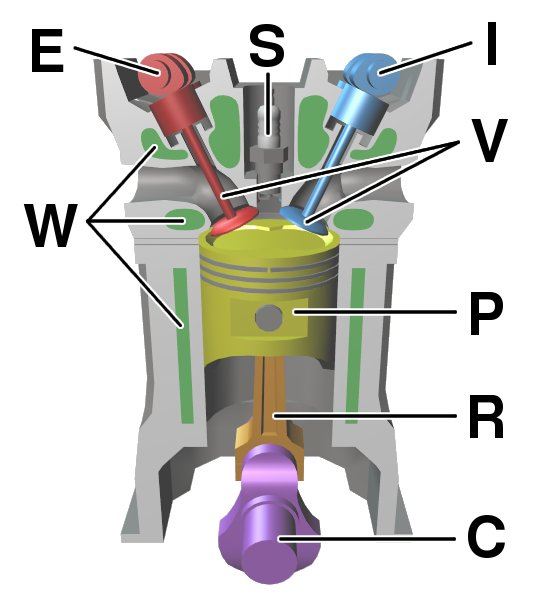
Tvärsnitt av en fyrtaktsmotor. V pekar på ventilerna, där den blåa är Insugs- och den röda är avgasventil (Exhaust).

I fyrtaktsmotorer används ventiler för att kunna släppa ut avgaser och för att släppa in ny luft. Under insugstakten öppnar inloppsventilen för att släppa in luft, och under avgastakten öppnas avgasventilen för att släppa ut avgaserna. Även större tvåtaktsmotorer är ibland utrustade med avgasventil för att effektivisera gasväxlingen. Ventilerna styrs antingen direkt av kamaxeln eller via stötstänger.

## Fyrtaktsmotorer
Eftersom fyrtaktsmotorer bara har förbränningstakt vartannat varv skall gasväxling också bara ske vartannat varv. Därför måste fyrtaktsmotorer alltid vara utrustade med ventiler för att växla gaserna. Minst en avgas- och en inloppsventil behövs men för att göra gasväxlingen effektivare används ofta två av varje typ per cylinder.

## Tvåtaktsmotorer
Konventionella tvåtaktsmotorer använder inte ventiler för att byta ut avgaserna mot luft. Eftersom tvåtaktsmotorer har en förbränningstakt varje varv möjliggörs istället gasväxling genom öppningar i cylinderväggen, så kallade portar. Längst ned sitter inloppsporten och omlott, men en bit över, sitter avgasporten. Det innebär att när kolven efter förbränningen är på väg nedåt kommer den först frilägga avgasporten och avgaserna börjar att strömma ut. Strax senare friläggs inloppsporten och den nya luften, spolluften, kommer in i cylindern och blåser ut avgaserna och fyller cylindern med frisk luft. Sedan kommer kompressionstakten och de två takterna är utförda.
Eftersom avgasporten sitter högre upp i cylindern än inloppsporten kommer avgasporten vara öppen en stund efter att inloppsporten har täckts av kolven. Därigenom kommer luft att pressas ut genom avgasporten och följaktligen kommer mindre luft att finnas kvar i cylindern vid förbränningen och motorns effekt minskas. För att göra gasväxlingen effektivare är vissa tvåtaktsmotorer utrustade med avgasventil i stället för avgasport. Istället för att en avgasport friläggs av kolven, öppnas istället avgasventilen och avgaserna strömmar ut och ersätts av spolluften. Fördelen med att ha avgasventil är att utloppet då kan stängas innan inloppet täcks av kolven. Därigenom komprimeras mer luft och förbränningen bli effektivare.

## Termisk belastning

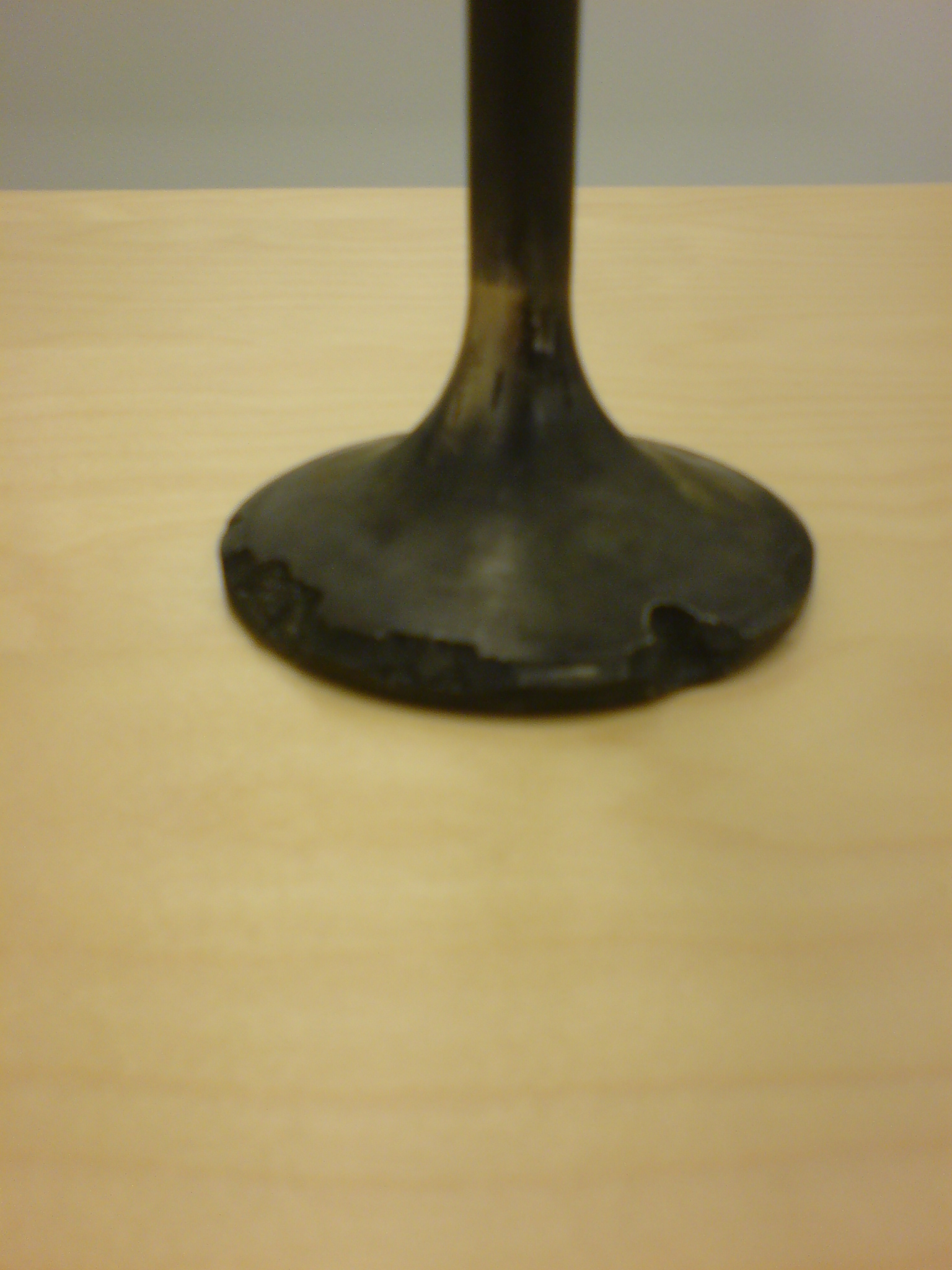
Avgasventil från en fartygsmaskin som blivit utsatt för avgasläckage

Eftersom avgastemperaturen i förbränningsmotorer kan stiga över 800 grader Celsius så utsätts avgasventilerna för stora termiska påfrestningar. Om förkoksade avgaser eller något främmande föremål fastnar på tätytan mellan ventilen och ventilsätet kommer ventilen inte att stänga tillfredsställande. Därigenom kommer avgaser under kompressions- och förbränningstakten strömma ut förbi ventilen och den höga temperaturen kommer att smälta stålet och snabbt skada ventilen och göra den otät. För att förebygga sådana skador förekommer anordningar som roterar ventilen ett litet stycke varje gång den öppnas. På tvåtaktsmotorer kan ventilens stam förses med vinklade vingar som påverkas av luftströmmen, vilket får ventilen att vrida sig när ventilen öppnas och avgaserna strömmar ut. På fyrtaktsmotorer används istället olika mekaniska system för att åstadkomma rotation. Ett av dessa är Rotocap som utvecklats av Wärtsilä.